# Glendale (Oregon)
Glendale és una població dels Estats Units a l'estat d'Oregon. Segons el cens del 2000 tenia 855 habitants, 311 habitatges, i 224 famílies. La densitat de població era de 825,3 habitants per km².